# Горан Прпич
Горан Прпич (хорв. Goran Prpić) — хорватський тенісист, олімпійський медаліст, переможець Кубка Гопмана та командного чемпіонату світу. 
Бронзову олімпійську медаль Прпич виборов на Олімпіаді 1992 року, граючи в парі з Гораном Іванішевичем. У півфіналі хорватська пара постутупилася у п'ятисетовому поєдинку південноафриканській. Гра за третє місце тоді не проводилася і обидві пари, що програли в півфіналі, отримали бронзові медалі. 
Виступаючи за Югославію,  Прпич 1991-го року виграв Кубок Гопмана разом із Монікою Селеш. Разом із Гораном Іванішевичем та Слободаном Живоїновичем Прпич виграв командний чемпіонат світу 1990 року. 
Завершив кар'єру 1996 року.

## Фінали турнірів ATP за кар'єру

### Одиночний розряд: 3 (1–2)
| Легенда                         |
| ------------------------------- |
| Турніри Великого шлема (0–0)    |
| Фінали Світового туру ATP (0–0) |
| Серія Мастерс ATP (0–0)         |
| Серія турнірів ATP (0–0)        |
| Світова серія ATP (1–2)         |

| Фінали за покриттям |
| ------------------- |
| Тверде (0–0)        |
| Ґрунт (1–2)         |
| Трава (0–0)         |
| Килим (0–0)         |

| Фінали за типом корту |
| --------------------- |
| Відкритий корт (1–2)  |
| Закритий корт (0–0)   |

| Результат | В-П | Дата     | Турнір                                           | Рівень        | Покриття | Суперник         | Рахунок            |
| --------- | --- | -------- | ------------------------------------------------ | ------------- | -------- | ---------------- | ------------------ |
| Поразка   | 0–1 | Лип 1989 | Штутгарт, Німеччина                              | Гран-прі      | Ґрунт    | Мартін Хайте     | 3–6, 2–6           |
| Перемога  | 1–1 | Тра 1990 | Відкритий чемпіонат Хорватії з тенісу, Югославія | Світова серія | Ґрунт    | Горан Іванишевич | 6–3, 4–6, 6–4      |
| Поразка   | 1–2 | Кві 1991 | Ніцца, Франція                                   | Світова серія | Ґрунт    | Мартін Хайте     | 6–3, 6–7(1–7), 3–6 |

### Парний розряд: 2 (1–1)
| Легенда                         |
| ------------------------------- |
| Турніри Великого шлема (0–0)    |
| Фінали Світового туру ATP (0–0) |
| Серія Мастерс ATP (0–0)         |
| Серія турнірів ATP (0–0)        |
| Світова серія ATP (1–1)         |

| Фінали за покриттям |
| ------------------- |
| Тверде (0–0)        |
| Ґрунт (1–1)         |
| Трава (0–0)         |
| Килим (0–0)         |

| Фінали за типом корту |
| --------------------- |
| Відкритий корт (1–1)  |
| Закритий корт (0–0)   |

| Результат | В-П | Дата     | Турнір              | Рівень        | Покриття | Партнер           | Суперники                   | Рахунок       |
| --------- | --- | -------- | ------------------- | ------------- | -------- | ----------------- | --------------------------- | ------------- |
| Перемога  | 1–0 | Сер 1990 | Санремо, Італія     | Світова серія | Ґрунт    | Міхня Йон-Нестасе | Ула Юнссон Фредрік Нільссон | 3–6, 7–5, 6–3 |
| Поразка   | 1–1 | Бер 1993 | Касабланка, Марокко | Світова серія | Ґрунт    | Гірт Дзелде       | Майк Бауер Піт Норвал       | 5–7, 6–7      |

## Фінали ATP Челленджер і ITF Ф'ючерс

### Одиночний розряд: 3 (2–1)
| Легенда              |
| -------------------- |
| ATP Челленджер (2–1) |
| ITF Ф'ючерс (0–0)    |

| Фінали за покриттям |
| ------------------- |
| Тверде (0–0)        |
| Ґрунт (2–0)         |
| Трава (0–0)         |
| Килим (0–1)         |

| Результат | В-П | Дата     | Турнір             | Рівень     | Покриття | Суперник         | Рахунок       |
| --------- | --- | -------- | ------------------ | ---------- | -------- | ---------------- | ------------- |
| Перемога  | 1–0 | Бер 1989 | Агадір, Марокко    | Челленджер | Ґрунт    | Марк Куверманс   | 6–3, 6–3      |
| Поразка   | 1–1 | Кві 1989 | Ґрац, Австрія      | Челленджер | Килим    | Ерік Єлен        | 6–4, 0–6, 4–6 |
| Перемога  | 2–1 | Тра 1989 | Зальцбург, Австрія | Челленджер | Ґрунт    | Ерік Віноградскі | 6–1, 6–2      |

### Парний розряд: 4 (2–2)
| Легенда              |
| -------------------- |
| ATP Челленджер (1–2) |
| ITF Ф'ючерс (1–0)    |

| Фінали за покриттям |
| ------------------- |
| Тверде (0–0)        |
| Ґрунт (2–1)         |
| Трава (0–0)         |
| Килим (0–1)         |

| Результат | В-П | Дата     | Турнір                    | Рівень     | Покриття | Партнер           | Суперники                        | Рахунок       |
| --------- | --- | -------- | ------------------------- | ---------- | -------- | ----------------- | -------------------------------- | ------------- |
| Поразка   | 0–1 | Лют 1989 | Відень, Австрія           | Челленджер | Килим    | Гірт Дзелде       | Петер Нюборґ Ніклас Утґрен       | 4–6, 4–6      |
| Перемога  | 1–1 | Бер 1993 | Агадір, Марокко           | Челленджер | Ґрунт    | Менно Остінг      | Гірт Дзелде Піт Норвал           | 3–6, 6–3, 6–3 |
| Поразка   | 1–2 | Тра 1993 | Любляна, Словенія         | Челленджер | Ґрунт    | Гендрік Ян Давідс | Браніслав Станкович Ріхард Вогел | 4–6, 6–7      |
| Перемога  | 2–2 | Лип 1998 | Хорватія F3, Малий Лошинь | Ф'ючерс    | Ґрунт    | Крешимир Риц      | Bora Celiscak Валентіно Пест     | 6–0, 6–2      |

## Досягнення
| W | Ф | ПФ | ЧФ | #Р | КТ | К# | DNQ | A | NH |

### Одиночний розряд
| Турніри Великого шлему                 |     |     |     |     |              |              |              |     |     |        |       |     |
| Відкритий чемпіонат Австралії з тенісу |     |     |     |     |              | 1р           | ЧФ           | 2р  |     | 0 / 3  | 5–3   | 63% |
| Відкритий чемпіонат Франції з тенісу   | 1р  |     |     |     | 2р           | 1р           | 2р           | 3р  | ЧФ  | 0 / 6  | 8–6   | 57% |
| Вімблдонський турнір                   |     |     |     |     |              |              | 2р           |     |     | 0 / 1  | 1–1   | 50% |
| Відкритий чемпіонат США з тенісу       |     |     |     |     |              |              | 2р           |     | 1р  | 0 / 2  | 1–2   | 33% |
| В-П                                    | 0–1 | 0–0 | 0–0 | 0–0 | 1–1          | 0–2          | 7–4          | 3–2 | 4–2 | 0 / 12 | 15–12 | 56% |
| Виступи за країну                      |     |     |     |     |              |              |              |     |     |        |       |     |
| Теніс на Олімпійських іграх            | NH  | NH  | NH  |     | Не проводили | Не проводили | Не проводили | 2р  | NH  | 0 / 1  | 1–1   | 50% |
| Тур ATP Мастерс 1000                   |     |     |     |     |              |              |              |     |     |        |       |     |
| Індіан-Веллс                           |     |     |     |     |              |              | 2р           |     |     | 0 / 1  | 1–1   | 50% |
| Відкритий чемпіонат Маямі з тенісу     |     | 1р  |     |     |              |              | 3р           | 3р  |     | 0 / 3  | 2–3   | 40% |
| Монте-Карло                            |     |     |     |     |              | 1р           | ПФ           | ПФ  | 1р  | 0 / 4  | 8–4   | 67% |
| Гамбург                                |     |     |     |     |              | 2р           | ПФ           | 1р  |     | 0 / 3  | 5–3   | 63% |
| Рим                                    |     |     |     |     |              |              | ПФ           | 3р  |     | 0 / 2  | 6–2   | 75% |
| Париж                                  |     |     |     |     |              |              | 2р           |     |     | 0 / 1  | 0–1   | 0%  |
| В-П                                    | 0–0 | 0–1 | 0–0 | 0–0 | 0–0          | 1–2          | 14–6         | 7–4 | 0–1 | 0 / 14 | 22–14 | 61% |

### Парний розряд
| Турніри Великого шлему                 |              |              |     |     |       |     |     |
| Відкритий чемпіонат Австралії з тенісу | 1р           | 1р           | 3р  |     | 0 / 3 | 2–3 | 40% |
| Відкритий чемпіонат Франції з тенісу   |              | 2р           | 1р  |     | 0 / 2 | 1–2 | 33% |
| Вімблдонський турнір                   |              | 2р           |     |     | 0 / 1 | 1–1 | 50% |
| Відкритий чемпіонат США з тенісу       |              |              |     |     | 0 / 0 | 0–0 | –   |
| В-П                                    | 0–1          | 2–3          | 0–1 | 2–1 | 0 / 6 | 4–6 | 40% |
| Виступи за країну                      |              |              |     |     |       |     |     |
| Теніс на Олімпійських іграх            | Не проводили | Не проводили | ПФ  | NH  | 0 / 1 | 3–1 | 75% |
| Тур ATP Мастерс 1000                   |              |              |     |     |       |     |     |
| Відкритий чемпіонат Маямі з тенісу     |              |              | 1р  |     | 0 / 1 | 0–1 | 0%  |
| Монте-Карло                            |              | ЧФ           | 2р  | 1р  | 0 / 3 | 3–3 | 50% |
| Гамбург                                |              | 2р           | ПФ  |     | 0 / 2 | 4–2 | 67% |
| Рим                                    |              | 2р           |     |     | 0 / 1 | 1–1 | 50% |
| В-П                                    | 0–0          | 4–3          | 4–3 | 0–1 | 0 / 7 | 8–7 | 53% |